# ...From the Pagan Vastlands
From the Pagan Vastlands — музичний альбом гурту Behemoth. Виданий 1994 року лейблом Pagan Records. Загальна тривалість композицій становить 35:45. Альбом відносять до напрямку блек-метал.

## Список пісень
1. «From Hornedlands to Lindesfarne» — 6:06
2. «Thy Winter Kingdom» — 5:26
3. «Summoning (Of the Ancient Ones)» — 5:02
4. «The Dance of the Pagan Flames» — 4:07
5. «Blackvisions of the Almighty» — 5:00
6. «Fields of Haar-Meggido» — 6:42
7. «Deathcrush» — 3:25